# San Giuliano Milanese
San Giuliano Milanese – miejscowość i gmina we Włoszech, w regionie Lombardia, w prowincji Mediolan.
Według danych na rok 2004 gminę zamieszkiwało 31 305 osób, 1043,5 os./km².

## Współpraca zagraniczna
- Bussy-Saint-Georges, Francja
- Curtea de Argeș, Rumunia